# Давыденко, Александр Петрович
Александр Петрович Давыденко (Давиденко) (укр. Олександр Петрович Давиденко; род. 7 августа 1968, Киев) — советский и украинский боксёр; Мастер спорта Украины международного класса (1993). На данный момент[когда?] преподает физкультуру в школе.

## Биография
Родился 7 августа 1968 года в Киеве.
Боксом занимался со школы. Был победителем молодёжного чемпионата СССР (1988), серебряным призёром чемпионата СССР (1990). Также становился двукратным чемпионом Украины и бронзовым призёром чемпионата Европы 1993 года Бурсе (Турция) в весовой категории до 75 кг (второй средний вес).
Выступал в составе команды ДСО «СКИФ» (Киев). Тренировался у Валерия Богуславского и Анатолия Давыденко.
В настоящее время проживает в Киеве, работает тренером.